# ARAnyM
ARAnyM (Atari running on any machine) ist ein quelloffener Emulator, der einen TOS-kompatiblen Computer (guest) auf unterschiedlichen Rechnerarchitekturen (host) simuliert.

## Konzept
Teile des Codes des Amiga Emulators UAE für Motorola CPUs wurden mit Elementen einer Virtuellen Maschine kombiniert. Dazu zählt der Just-in-time-Compiler und der möglichst direkte Zugriff auf die Hardware des eigentlichen Rechners. Durch letzteres wird eine weit höhere Geschwindigkeit erreicht, als die reine Emulation der Hardware eines Atari-Rechners erreichen könnte. Die Programmiersprache ist C++.
ARAnyM emuliert einen MC68040-Prozessor (CPU) inklusive eines optionalen Memory Management Unit (MMU), eine MC68881 kompatible FPU, einen DSP 56001 und Falcon-030-kompatiblen Tonausgabe. In Verbindung mit AFROS bildet ARAnyM ein freies (quelloffenes) Betriebssystem.

## Kompatibilität
Für einige Systeme steht ARAnyM kompiliert zur Verfügung, andernfalls kann es auch aus den Quellen (nach Kompilierung) installiert werden. Lauffähige Binärdateien stehen bereit für:
- Linux: Debian und seine Derivate. openSUSE, Ubuntu, Gentoo
- Microsoft Windows XP
- Open-/NetBSD
- IRIX
- Solaris
- macOS

Noch gearbeitet wird an der Installation mit FreeMiNT/m68k, FreeBSD/x86 und BeOS/Haiku.
Viele Anwendungen für die Atari-Modelle ST, TT und Falcon können mit Hilfe von ARAnyM ausgeführt werden.

## Installation
Eine „ARAnyM/AFROS Live CD“ ist durch eine auf CD gebrannte ISO-Datei (Image) über SourceForge erhältlich herstellbar. Die Live-CD basiert auf Slax. Slax übernimmt die automatische Prüfung der Hardware und die Einrichtung der Software. Bei passender Hardware führt der Start der CD direkt in den auf ARAnyM aufsetzenden Teradesk GEM-Desktop. Die Live-CD schreibt selbsttätig nichts auf die Festplatte des Gastcomputers, ist aber als bootfähiges System installierbar. Zum Einstieg empfiehlt sich die Kombination aus AFROS-Live-CD mit EmuTOS, FreeMINT, XaAES, TeraDesk und Applikationen. ARAnyM wird je nach Einsatzzweck durch andere Bestandteile ergänzt. Meist muss eine Konfigurationsdatei (~/.aranym/config) von Hand editiert werden, hier wird z. B. der Pfad zum Betriebssystem und zu den virtuellen Laufwerken eingetragen. Für diesen Vorgang bietet ARAnyM keine grafische Oberfläche.